# Saint-Priest, Rhône
Saint-Priest är en kommun i departementet Rhône i regionen Auvergne-Rhône-Alpes i östra Frankrike. Kommunen ligger i kantonen Saint-Priest som tillhör arrondissementet Lyon. År 2022 hade Saint-Priest 49 193 invånare.

## Befolkningsutveckling
Antalet invånare i kommunen Saint-Priest
| Referens: INSEE |